# Celama emi
Celama emi är en fjärilsart som beskrevs av Inoue 1956. Celama emi ingår i släktet Celama och familjen trågspinnare. Inga underarter finns listade i Catalogue of Life.